# Hayastani Ankaxowt'yan Gavat' 2008
La Hayastani Ankaxowt'yan Gavat' 2008 (conosciuta anche come Coppa dell'Indipendenza) è stata la 17ª edizione della Coppa nazionale armena. Il torneo è iniziato il 21 marzo e si è concluso il 9 maggio 2008. L'Ararat ha vinto la coppa per la quinta volta, battendo in finale il Banants.

## Turno preliminare
Gli incontri di andata si sono disputati il 21 e 22 marzo mentre quelle di ritorno il 28 e 29 marzo 2008.
| Squadra 1       | Totale | Squadra 2        | Andata | Ritorno |
| --------------- | ------ | ---------------- | ------ | ------- |
| Shirak Giumri   | 3 - 2  | Shengavit Erevan | 3 - 1  | 0 - 1   |
| Kilikia Erevan  | 5 - 2  | Mika-2 Ashtarak  | 2 - 0  | 3 - 2   |
| Mika Ashtarak   | 11 - 0 | Ararat-2 Erevan  | 7 - 0  | 4 - 0   |
| Ulisses Erevan  | 6 - 2  | Banants-2 Erevan | 4 - 1  | 2 - 1   |
| Pyunik Erevan   | 15 - 2 | Patani Erevan    | 11 - 2 | 4 - 0   |
| Gandzasar Kapan | 8 - 0  | Pyunik-2 Erevan  | 3 - 0  | 5 - 0   |

## Quarti di finale
Le gare di andata si sono svolte il 3 aprile mentre quelle di ritorno il 10 aprile 2008.
| Squadra 1     | Totale   | Squadra 2       | Andata | Ritorno |
| ------------- | -------- | --------------- | ------ | ------- |
| Shirak Giumri | 7 – 6 dr | Banants         | 1 – 1  | 1 – 1   |
| Mika Ashtarak | 3 – 1    | Kilikia Erevan  | 1 – 0  | 2 – 1   |
| Pyunik Erevan | 4 – 1 dr | Gandzasar Kapan | 0 – 0  | 0 – 0   |
| Ararat Erevan | 3 – 2    | Ulisses Erevan  | 0 – 1  | 2 – 0   |

## Semifinali
Le gare di andata si sono svolte il 14 aprile mentre quelle di ritorno il 23 aprile 2008.
| Squadra 1     | Totale | Squadra 2     | Andata | Ritorno |
| ------------- | ------ | ------------- | ------ | ------- |
| Banants       | 5 – 1  | Mika Ashtarak | 3 – 1  | 2 – 0   |
| Pyunik Erevan | 1 – 5  | Ararat Erevan | 1 – 2  | 0 – 3   |

## Finale
| Erevan 9 maggio 2008, ore 17:00 CEST                                    | Ararat Erevan | 2 – 1      | Banants | Stadio Arnar (2.000 spett.) |
| \| \| \| \| \| Minasyan 75’ Pizzelli 115’ \| Marcatori \| 36’ Markov \| |               |            |         |                             |
|                                                                         |               |            |         |                             |
| Minasyan 75’ Pizzelli 115’                                              | Marcatori     | 36’ Markov |         |                             |